# Pavor nocturnus
Der Pavor nocturnus (lateinisch „nächtliche Angst“), auch Nachtangst und  Nachtschreck genannt, ist eine Form der Schlafstörung. Diese Parasomnie betrifft vorwiegend Klein- und Schulkinder, kann aber auch Erwachsene ein Leben lang begleiten. Der Pavor nocturnus, früher auch als Auffahren bezeichnet, tritt häufig gemeinsam mit dem Schlafwandeln auf und wird als grundsätzlich harmlos angesehen.

## Symptome
Während der ersten Non-REM-Schlafphase (typischerweise 15 Minuten bis eine Stunde nach dem Einschlafen) schreckt der Patient mit Wimmern, Keuchen oder meist einem Schrei aus dem Tiefschlaf und ist vegetativ zunächst so aktiviert, dass er für bis zu fünfzehn Minuten nicht ansprechbar sein kann. Der Patient verspürt in dieser Zeit eine große Angst, die man am Vegetativum messen kann. Als Zeichen dieser vegetativen Erregung kommen kalter Schweiß, schneller Puls (Tachykardie) und beschleunigte Atmung (Tachypnoe) vor. Der Patient erkennt Bezugspersonen (z. B. Bettpartner, Kinder, oftmals die Eltern) sowie die Umgebung nicht, ist allgemein stark desorientiert und nur sehr schwer erweckbar. Am Ende des Anfalls erwacht er und schläft meist wieder ruhig ein. Meist kann er sich daraufhin nicht oder nur bruchstückhaft an den Vorfall erinnern (Amnesie).

## Epidemiologie
Vom Pavor nocturnus sind ein bis sechs Prozent der Kinder betroffen. Die Erkrankung tritt familiär gehäuft auf. Der Häufigkeitsgipfel liegt zwischen dem fünften und siebten Lebensjahr. Nach der Pubertät tritt die Erkrankung nur noch selten auf, sie kann aber auch bei Erwachsenen vorkommen. Jungen sind insgesamt häufiger betroffen als Mädchen.

## Differentialdiagnose
Diese Anfälle sind nicht zu verwechseln mit Albträumen, deren Traumthemen nach dem Erwachen meist gegenwärtig sind und die nach heutiger Lehrmeinung als eigenständige Krankheitsentität aufzufassen sind.
Eine EEG-Kontrolle zum Ausschluss einer latenten Epilepsie ist erforderlich. Die weitere Differentialdiagnose kann auch hypnagoge Halluzinationen, nächtliche Verwirrtheitszustände bei dementen Patienten, das Schlaf-Apnoe-Syndrom sowie medikamenteninduzierte Angstzustände durch Neuroleptika oder trizyklische Antidepressiva umfassen.

## Sonderfälle
Der beim Aufwachen plötzlich auftretende Blutdruckabfall beim Nachtschreck kann zu Blutschwitzen führen.